# 유럽 고속도로 501호선
유럽 고속도로 501호선(European route E501)은 B클래스급의 유럽 고속도로 노선으로, 전선 프랑스를 관통하고 있는 국제 E-road 네트워크 노선망이기도 하며 르망에서 앙제까지 이어준다. 총 연장은 97km이다.

## 주요 경유지

### 프랑스
- 르망 : 유럽 고속도로 50호선, 유럽 고속도로 402호선, 유럽 고속도로 502호선
- 앙제 : 연결되는 도로망이 없음